# Svjatošynsko-Brovarska
Svjatošynsko-Brovarska (ukrajinsky Святошинсько-Броварська лінія, Svjatošynsko-Brovarska linija) je první a zároveň nejstarší linka Kyjevského metra, která se nachází v Kyjevě na Ukrajině.
Linka je převážně podzemní, ale na východním břehu řeky Dněpru se linka dostává také nad zem, jde o podobný experiment jako v případě moskevské linky Filjovskaja. Linka vede ze západu na východ a má dvě přestupní stanice Teatralna a Chreščatyk.

## Historie

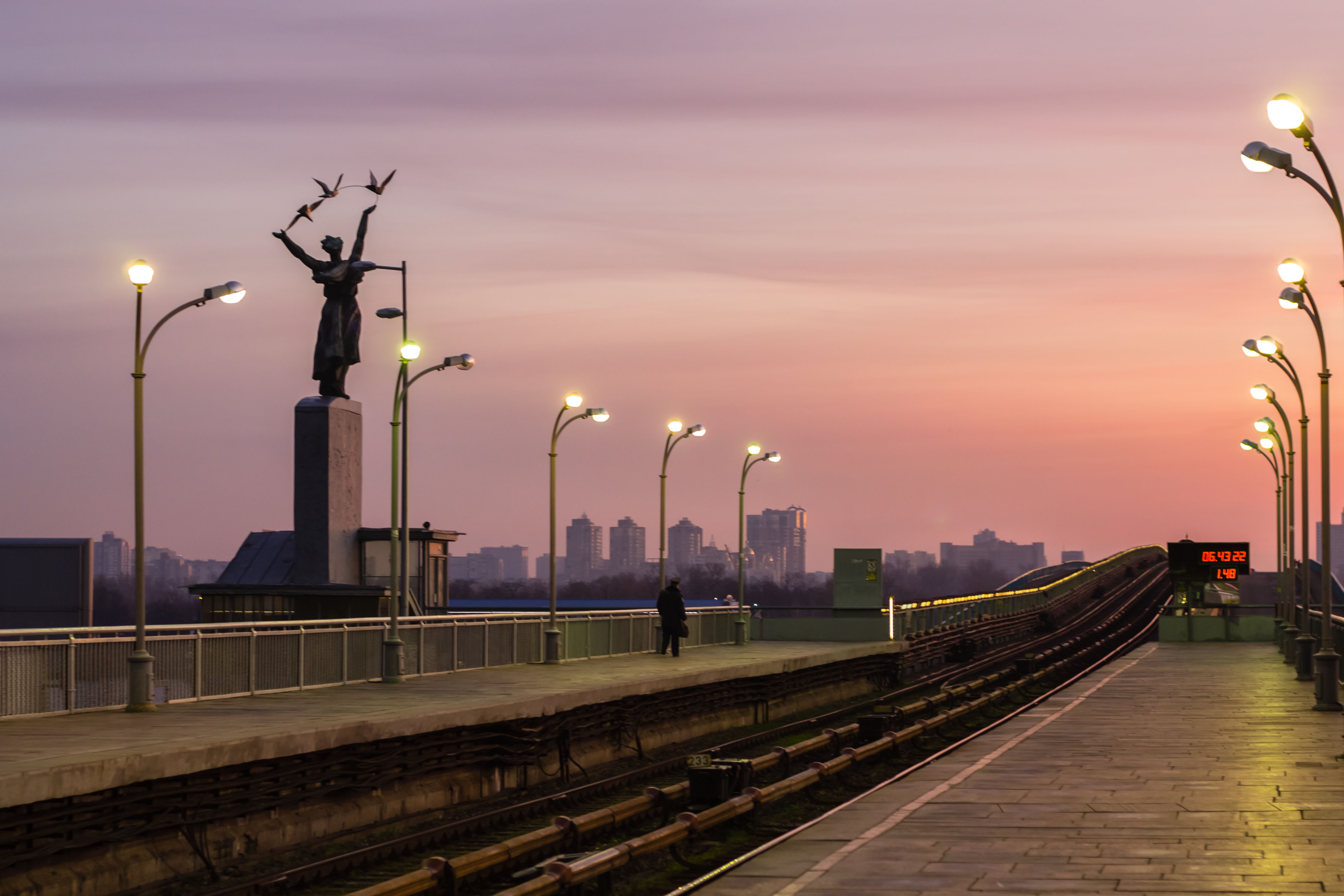
Nejstarší stanice metra Dnipro

### První úsek Vokzalna – Dnipro
S linky se začalo v srpnu 1949, a to v úseku mezi stanicemi Dnipro a Arsenalna, ale už od počátku stavbu provázely komplikace, například svérázná topografie území, propady, které odplavily podzemní vrstvy půdy a další projektem nepředvídané potíže. Ty měly značný vliv na zpoždění harmonogramu prací.
Počátkem roku 1958 byla vyhlášena soutěž o nejlepší projekty stanic a byla vytvořena komise pro posouzení soutěžních prací. V červenci téhož roku byla zahájena výstava kolektivních projektů, kde bylo představeno 80 prací, ty byly ztělesněny do stanic Dnipro, Arsenalna, Chreščatyk, Universytet a Vokzalna.
Dne 6. listopadu 1960 byl 5,2 km dlouhý první úsek linky slavnostně otevřen.
U stanice Dnipro se nacházelo provizorní depo linky, které bylo propojeno se stanicí metra točnou, jež se nacházela pod druhým nástupištěm stanice. Souprava se na točně otočila a následně byla vyvezena nahoru do stanice. Linka byla obsluhována třívozovými vlaky s vozy typu D vyrobenými Mytiščinským strojírenským závodem. Soupravy přijely do železniční stanice Darnycja, kdy poté byly speciálními tramvajovými vozíky dopraveny do depa Dnipro.

### Pozdější rozšíření
Další úsek linky byl otevřen roku 1963. Úsek obsahoval dvě nové stanice, Politechničnyj instytut a Zavod Bilšovyk.
Roku 1965 linka překročila řeku Dněpr metromostem směrem do nových sídlišť na východě. Mezi stanicemi Livoberežna a Darnycja bylo otevřené oficiální depo linky, TČ-Darnycja, výhodou depa byla blízkost železniční stanice Kyjiv-Dniprovskyj. V roce 1968 následovalo další prodloužení do stanice Komsomolska.
V roce 1971 se prodloužila trať směrem na západ, úsek obsahoval tři nové stanice, Žovtneva, Nyvky a Svjatošyno. Dne 5. prosince 1979 byla otevřena nejvýchodnější stanice metra Pionerska.
Při výstavbě třetí linky musela být postavena i nová přestupní stanice na první lince, a to stanice Teatralna otevřená v roce 1987, jež se po otevření třetí linky stala přestupní.

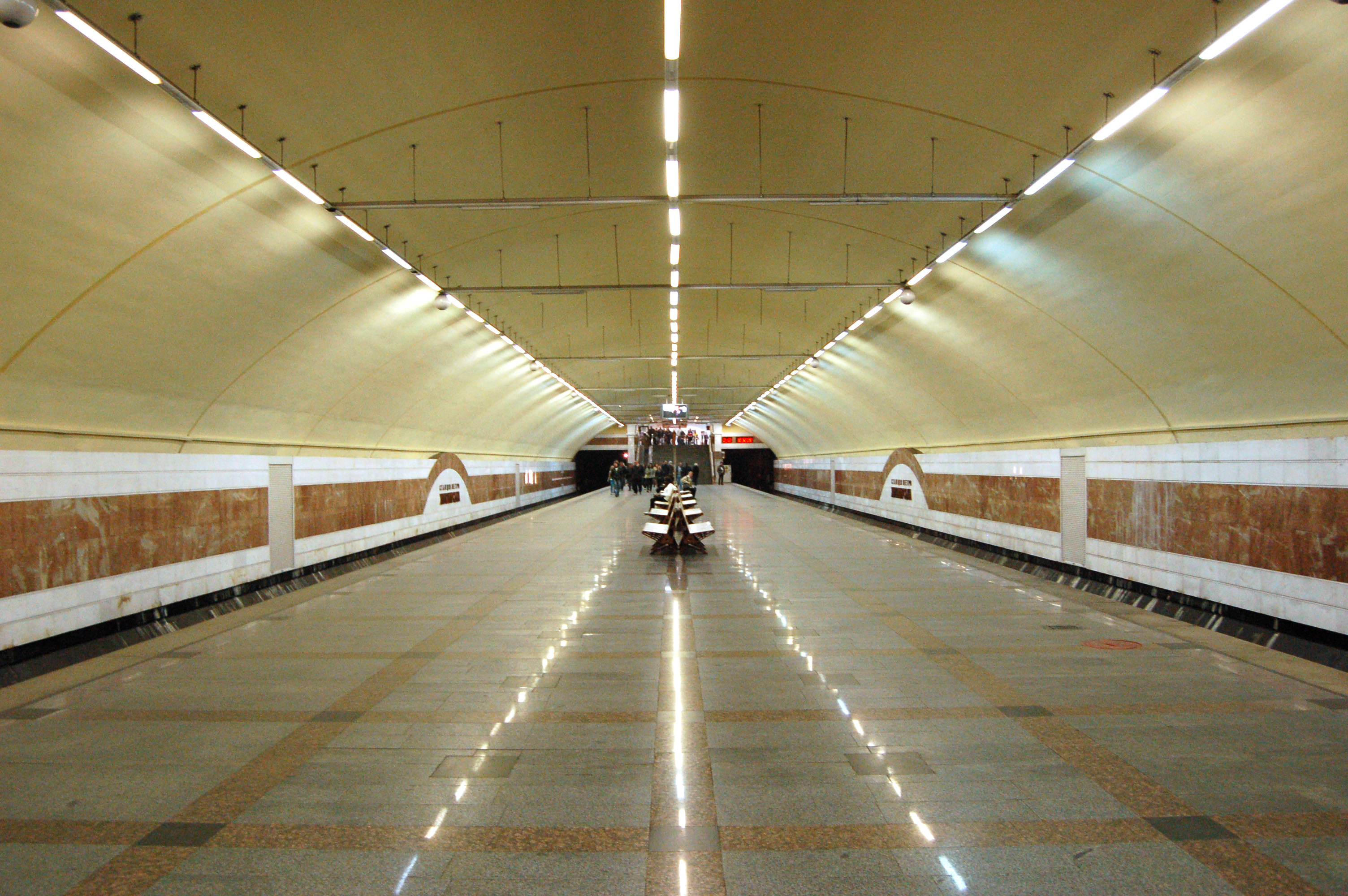
Stanice metra Žytomyrska otevřena v roce 2003

### Nejnovější rozšíření
Na podzim 2000 byla zahájena stavba úseku na první lince mezi stanicemi Žytomyrska a Akademmistečko. Dne 24. května 2003 byl úsek zprovozněn, jedná se zatím o poslední rozšíření nejstarší linky. 
Dne 5. března 2020 operátoři Kyjivstar, Vodafone a Lifecell začali poskytovat služby 4G ve stanici metra Akademmistečko a v tunelu ke stanici Žytomyrska. Od 3. července 2020 byl internet rozšířen do dalších svou stanic linky a do tunelů mezi nimi. Jedná se o stanice Žytomyrska, Svjatošyn. Od prosince 2020 je připojení 4G dostupné ve všech stanicích metra.

### Uvažované prodloužení
Linka by se měla dále rozrůst do stanice Novobilyči společně s depem za stanicí Akademmistečko. Také je v plánu výstavba druhého vestibulu v stanici Vokzalna. V dubnu 2023 Kyjevská městská rada zřídila pracovní skupinu, která má vypracovat možné varianty dopravního spojení z stanice Lisova k památníku v Bykivni. Uvažuje se zejména o organizaci autobusové linky a o pokračování výstavby metra a tramvajové trati tímto směrem.

### Chronologie otevření úseků
| Úsek                     | Datum otevření   | Délka    |
| ------------------------ | ---------------- | -------- |
| Vokzalna–Dnipro          | 6. listopad 1960 | 5,24 km  |
| Vokzalna–Šuljavska       | 5. listopad 1963 | 3,24 km  |
| Dnipro–Darnycja          | 5. listopad 1965 | 4,15 km  |
| Darnycja–Černihivska     | 4. listopad 1968 | 1,32 km  |
| Šuljavska–Svjatošyn      | 5. listopad 1971 | 4,23 km  |
| Černihivska–Lisova       | 6. prosinec 1979 | 1,22 km  |
| Teatralna                | 6. listopad 1987 | –        |
| Svjatošyn–Akademmistečko | 23. květen 2003  | 3,25 km  |
| Celkově:                 | 18 stanic        | 22,64 km |

## Stanice
| Obrázek                               | Název stanice           | Původní název    | Přístup              |
| ------------------------------------- | ----------------------- | ---------------- | -------------------- |
| Stanice metra Akademmistečko          | Akademmistečko          |                  |                      |
| Stanice metra Žytomyrska              | Žytomyrska              |                  |                      |
| Stanice metra Svjatošyn               | Svjatošyn               | Svjastošyno      | Bezbariérový přístup |
| Stanice metra Nyvky                   | Nyvky                   |                  |                      |
| Stanice metra Berestejska             | Berestejska             | Žovtneva         |                      |
| Stanice metra Šuljavska               | Šuljavska               | (Zavod) Bilšovyk |                      |
| Stanice metra Politechničnyj instytut | Politechničnyj instytut |                  |                      |
| Stanice metra Vokzalna                | Vokzalna                |                  |                      |
| Stanice metra Universytet             | Universytet             |                  |                      |
| Stanice metra Teatralna               | Teatralna →             | Leninska         |                      |
| Stanice metra Chreščatyk              | Chreščatyk →            |                  |                      |
| Stanice metra Arsenalna               | Arsenalna               |                  |                      |
| Stanice metra Dnipro                  | Dnipro                  |                  |                      |
| Stanice metra Hidropark               | Hidropark               |                  |                      |
| Stanice metra Livoberežna             | Livoberežna             |                  | Bezbariérový přístup |
| Stanice metra Darnycja                | Darnycja                |                  | Bezbariérový přístup |
| Stanice metra Černihivska             | Černihivska             | Komsomolska      | Bezbariérový přístup |
| Stanice metra Lisova                  | Lisova                  | Pionerska        | Bezbariérový přístup |

## Vozový park

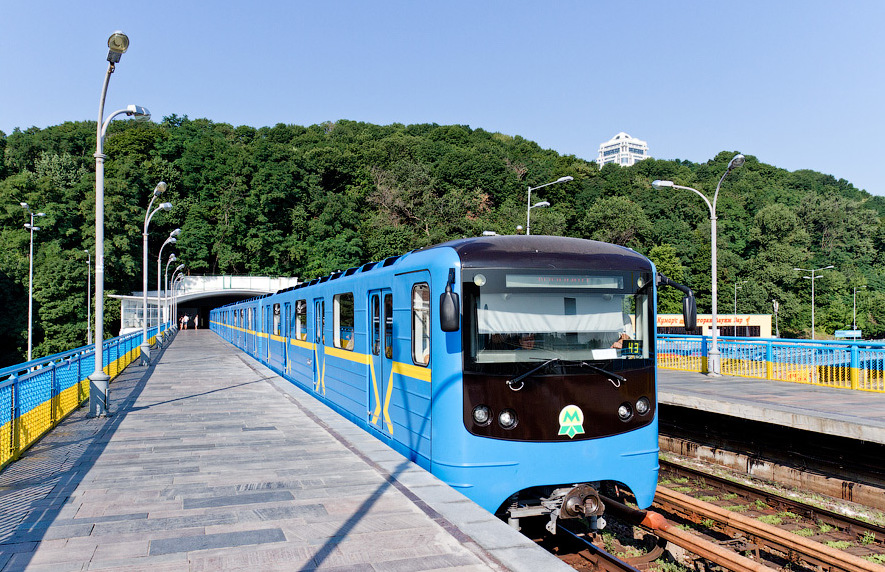
Souprava metra E-KM ve stanici Dnipro

Linka používá nejstarší vozy v celé síti a to vozy typu E a varianty Ež a Em. Od roku 2019 linka převzala renovované vozy japonské výroby E-KM.  Linka také modernizoval nové vlaky, které jsou typu 81-70 z Krjukovského závodu (Kremenčucký rajón), historicky první vyrobené na Ukrajině. Na prvních vagonech se začalo pracovat již v roce 2003. Od roku 2010 se do dep dodaly nové modernizované soupravy.
Linku obsluhuje jedno depo s názvem Darnycja, do roku 1965 se na lince nacházelo provizorní depo pod stanicí Dnipro, kdy soupravy byly propojeny se stanicí metra točnou, jež se nacházela pod druhým nástupištěm stanice. Souprava se na točně otočila a následně byla vyvezena nahoru do stanice.

### Délka souprav
Vozy jsou spojeny po soupravách ty mohou být až pěti vozové, protože stanice jsou stavěny pro pětivozové soupravy, pouze stanice Dnipro dokáže pojmout šestivozové soupravy, nástupiště stanice měří 124 metrů.